# Прудской
Прудской — посёлок в Калманском районе Алтайского края России. Входит в состав Зимарёвского сельсовета.

## География
Расположено в центре края, в пределах Приобского плато, на границе Барнаульского ленточного бора и лесостепной зоны.
Фактически к пос. Прудской примыкает населённый пункт разъезд Зимари. Примерно в 2 км — центр сельсовета село Зимари, в 35 км к югу — город Барнаул.
Климат
континентальный. Средняя температура января: −17,7 °C, июля: +19,6 °C. Годовое количество атмосферных осадков: 350—400 мм.

## Население
| 1997 | 1998 | 1999 | 2000 | 2001 | 2002 | 2003 | 2004 | 2005 |
| ---- | ---- | ---- | ---- | ---- | ---- | ---- | ---- | ---- |
| 84   | ↗88  | ↗95  | ↘94  | ↘92  | ↗109 | ↗118 | ↘107 | ↗109 |
| 2006 | 2007 | 2008 | 2009 | 2010 | 2011 | 2012 | 2013 |      |
| ↘100 | ↗122 | ↘116 | ↗121 | ↗135 | ↗136 | ↘130 | ↗137 |      |

Национальный состав
Согласно результатам переписи 2002 года, в национальной структуре населения русские составляли 89 % от 115 чел.

## Инфраструктура
В соседнем селе Зимари находится средняя общеобразовательная школа, библиотека, фельдшерский пункт.

## Транспорт
Прудской доступен автомобильным и железнодорожным транспортом.
В пешей доступности остановочные пункты Западно-Сибирской железной дороги Зимари и 257 км, региональная автомобильная трасса 01К-59 Барнаул — Новороманово — Калманка.